# Thuẫn lá hẹp
Thuẫn lá hẹp (danh pháp: Scutellaria angustifolia) là một loài thực vật có hoa trong họ Hoa môi. Loài này được Pursh miêu tả khoa học đầu tiên năm 1813.